# Niigata (Niigata)
Niigata (新潟市 Niigata-shi?) es una ciudad de Japón situada en la prefectura de Niigata, región de Hokuriku. Tiene una población estimada, a fines de abril de 2022, de 776 594 habitantes.
Es la capital de la prefectura.
Niigata es la ciudad japonesa más grande de la costa del mar de Japón. Fue fundada en 1889, y durante su historia se ha fusionado con diversos municipios circundantes. En 10 de octubre de 2005, tras la incorporación de 13 municipios en dicho año, la población de Niigata superó las 800 000 personas. El 1 de abril de 2007, Niigata fue reestructurada por una ordenanza de la ciudad y dividida en los barrios de Kita-ku, Higashi-ku, Chūō-ku, Kōnan-ku, Akiha-ku, Minami-ku, Nishi-ku, y Nishikan-ku.
Tiene un área de 726,45 km². Es considerada un puerto libre.

## Barrios
Niigata tiene 8 barrios o chiku (地区, literalmente «sección» o «sector»). Los nombres de los barrios son seguidos por el sufijo ku (区).
- Kita-ku (北区)
- Higashi-ku (東区)
- Chūō-ku (中央区)
- Kōnan-ku (江南区)
- Akiha-ku (秋葉区)
- Minami-ku (南区)
- Nishi-ku (西区)
- Nishikan-ku (西蒲区)

## Clima
| Parámetros climáticos promedio de Niigata, Niigata (1981-2010) | Parámetros climáticos promedio de Niigata, Niigata (1981-2010) | Parámetros climáticos promedio de Niigata, Niigata (1981-2010) | Parámetros climáticos promedio de Niigata, Niigata (1981-2010) | Parámetros climáticos promedio de Niigata, Niigata (1981-2010) | Parámetros climáticos promedio de Niigata, Niigata (1981-2010) | Parámetros climáticos promedio de Niigata, Niigata (1981-2010) | Parámetros climáticos promedio de Niigata, Niigata (1981-2010) | Parámetros climáticos promedio de Niigata, Niigata (1981-2010) | Parámetros climáticos promedio de Niigata, Niigata (1981-2010) | Parámetros climáticos promedio de Niigata, Niigata (1981-2010) | Parámetros climáticos promedio de Niigata, Niigata (1981-2010) | Parámetros climáticos promedio de Niigata, Niigata (1981-2010) | Parámetros climáticos promedio de Niigata, Niigata (1981-2010) |
| Mes                                                            | Ene.                                                           | Feb.                                                           | Mar.                                                           | Abr.                                                           | May.                                                           | Jun.                                                           | Jul.                                                           | Ago.                                                           | Sep.                                                           | Oct.                                                           | Nov.                                                           | Dic.                                                           | Anual                                                          |
| -------------------------------------------------------------- | -------------------------------------------------------------- | -------------------------------------------------------------- | -------------------------------------------------------------- | -------------------------------------------------------------- | -------------------------------------------------------------- | -------------------------------------------------------------- | -------------------------------------------------------------- | -------------------------------------------------------------- | -------------------------------------------------------------- | -------------------------------------------------------------- | -------------------------------------------------------------- | -------------------------------------------------------------- | -------------------------------------------------------------- |
| Temp. máx. abs. (°C)                                           | 15.3                                                           | 21.3                                                           | 25.1                                                           | 30.7                                                           | 32.9                                                           | 35.0                                                           | 38.5                                                           | 39.1                                                           | 37.1                                                           | 33.3                                                           | 27.2                                                           | 23.6                                                           | 39.1                                                           |
| Temp. máx. media (°C)                                          | 5.5                                                            | 6.0                                                            | 9.7                                                            | 16.0                                                           | 21.0                                                           | 24.5                                                           | 28.2                                                           | 30.6                                                           | 26.2                                                           | 20.3                                                           | 14.2                                                           | 8.7                                                            | 17.6                                                           |
| Temp. media (°C)                                               | 2.8                                                            | 2.9                                                            | 5.8                                                            | 11.5                                                           | 16.5                                                           | 20.7                                                           | 24.5                                                           | 26.6                                                           | 22.5                                                           | 16.4                                                           | 10.5                                                           | 5.6                                                            | 13.9                                                           |
| Temp. mín. media (°C)                                          | 0.2                                                            | 0.1                                                            | 2.3                                                            | 7.3                                                            | 12.7                                                           | 17.6                                                           | 21.7                                                           | 23.4                                                           | 19.2                                                           | 12.8                                                           | 7.0                                                            | 2.7                                                            | 10.2                                                           |
| Temp. mín. abs. (°C)                                           | −11.7                                                          | −13.0                                                          | −6.4                                                           | −2.5                                                           | 2.0                                                            | 6.7                                                            | 11.4                                                           | 14.5                                                           | 7.9                                                            | 3.0                                                            | −1.8                                                           | −9.5                                                           | −13.0                                                          |
| Precipitación total (mm)                                       | 186.0                                                          | 122.4                                                          | 112.6                                                          | 91.7                                                           | 104.1                                                          | 127.9                                                          | 192.1                                                          | 140.6                                                          | 155.1                                                          | 160.3                                                          | 210.8                                                          | 217.4                                                          | 1821.0                                                         |
| Nevadas (cm)                                                   | 91                                                             | 73                                                             | 19                                                             | 0                                                              | 0                                                              | 0                                                              | 0                                                              | 0                                                              | 0                                                              | 0                                                              | 2                                                              | 30                                                             | 217                                                            |
| Días de precipitaciones (≥ 0.5mm)                              | 23.9                                                           | 19.7                                                           | 17.8                                                           | 12.9                                                           | 11.3                                                           | 11.2                                                           | 13.4                                                           | 9.5                                                            | 13.4                                                           | 15.8                                                           | 19.5                                                           | 24.2                                                           | 192.6                                                          |
| Días de nevadas (≥ 1 mm)                                       | 22.9                                                           | 20.2                                                           | 11.4                                                           | 0.9                                                            | 0.0                                                            | 0.0                                                            | 0.0                                                            | 0.0                                                            | 0.0                                                            | 0.0                                                            | 2.1                                                            | 13.3                                                           | 70.8                                                           |
| Horas de sol                                                   | 57.1                                                           | 75.1                                                           | 128.4                                                          | 181.8                                                          | 200.2                                                          | 173.1                                                          | 169.4                                                          | 214.9                                                          | 150.7                                                          | 144.0                                                          | 89.9                                                           | 60.5                                                           | 1642.5                                                         |
| Humedad relativa (%)                                           | 72                                                             | 71                                                             | 67                                                             | 65                                                             | 69                                                             | 74                                                             | 77                                                             | 73                                                             | 73                                                             | 71                                                             | 71                                                             | 72                                                             | 71                                                             |
| Fuente n.º 1:                                                  |                                                                |                                                                |                                                                |                                                                |                                                                |                                                                |                                                                |                                                                |                                                                |                                                                |                                                                |                                                                |                                                                |
| Fuente n.º 2: Japan Meteorological Agency (records)            |                                                                |                                                                |                                                                |                                                                |                                                                |                                                                |                                                                |                                                                |                                                                |                                                                |                                                                |                                                                |                                                                |